# Palatinado do Sudoeste
Palatinado do Sudoeste (em alemão:  Südwestpfalz) é um distrito (kreis ou landkreis) da Alemanha localizado no estado da Renânia-Palatinado.

## Cidades e municípios
| Verbandsgemeinden (associações municipais) | Verbandsgemeinden (associações municipais) | Verbandsgemeinden (associações municipais) |
| --- | --- | --- |
| - 1. Dahner Felsenland 1. Bobenthal 2. Bruchweiler-Bärenbach 3. Bundenthal 4. Busenberg 5. Dahn1, 2 6. Erfweiler 7. Erlenbach bei Dahn 8. Fischbach bei Dahn 9. Hirschthal 10. Ludwigswinkel 11. Niederschlettenbach 12. Nothweiler 13. Rumbach 14. Schindhard 15. Schönau - 2. Hauenstein 1. Darstein 2. Dimbach 3. Hauenstein¹ 4. Hinterweidenthal 5. Lug 6. Schwanheim 7. Spirkelbach 8. Wilgartswiesen - 3. Pirmasens-Land [sede: Pirmasens] 1. Bottenbach 2. Eppenbrunn 3. Hilst 4. Kröppen 5. Lemberg 6. Obersimten 7. Ruppertsweiler 8. Schweix 9. Trulben 10. Vinningen | - 4. Rodalben 1. Clausen 2. Donsieders 3. Leimen 4. Merzalben 5. Münchweiler an der Rodalb 6. Rodalben1, 2 - 5. Thaleischweiler-Fröschen 1. Höheischweiler 2. Höhfröschen 3. Maßweiler 4. Nünschweiler 5. Petersberg 6. Reifenberg 7. Rieschweiler-Mühlbach 8. Thaleischweiler-Fröschen¹ - 6. Waldfischbach-Burgalben 1. Geiselberg 2. Heltersberg 3. Hermersberg 4. Höheinöd 5. Horbach 6. Schmalenberg 7. Steinalben 8. Waldfischbach-Burgalben¹ | - 7. Wallhalben 1. Biedershausen 2. Herschberg 3. Hettenhausen 4. Knopp-Labach 5. Krähenberg 6. Obernheim-Kirchenarnbach 7. Saalstadt 8. Schauerberg 9. Schmitshausen 10. Wallhalben¹ 11. Weselberg 12. Winterbach - 8. Zweibrücken-Land [sede: Zweibrücken] 1. Althornbach 2. Battweiler 3. Bechhofen 4. Contwig 5. Dellfeld 6. Dietrichingen 7. Großbundenbach 8. Großsteinhausen 9. Hornbach² 10. Käshofen 11. Kleinbundenbach 12. Kleinsteinhausen 13. Mauschbach 14. Riedelberg 15. Rosenkopf 16. Walshausen 17. Wiesbach |
| ¹sede do Verbandsgemeinde; ²cidade | | |